# Theodicius de Spoleto
Theodicius a fost duce de Spoleto de la 763 la 773.
Deși a fost vehiculată ipoteza că ar fi murit în timpul în care Pavia era asediată de către franci în 774, el apare ca fiind în viață atunci când, la 9 iunie 776, Carol cel Mare confirmă proprietățile mănăstirii de la Farfa și pe abatele Ingoald în timpul domniei succesorului lui Theodicius, Hildeprand.